# Wasungen
Wasungen – miasto w Niemczech, w kraju związkowym Turyngia, w powiecie Schmalkalden-Meiningen, siedziba wspólnoty administracyjnej Wasungen-Amt Sand.
Przez miasto przepływa rzeka Werra. 1 stycznia 2019 do miasta przyłączono gminy Hümpfershausen, Metzels, Oepfershausen, Unterkatz oraz Wahns, które stały się jego dzielnicami.
Przez miasto przebiega szlak rowerowy doliny Werry.

## Zabytki
- XVI-wieczny późnoromański kościół św. Trójcy. W 1609 dobudowano zakrystię, w 1660 chór a w 1708 barokowe tabernakulum.

## Współpraca
Miejscowość partnerska:
- Ostheim vor der Rhön, Bawaria